# Halengut

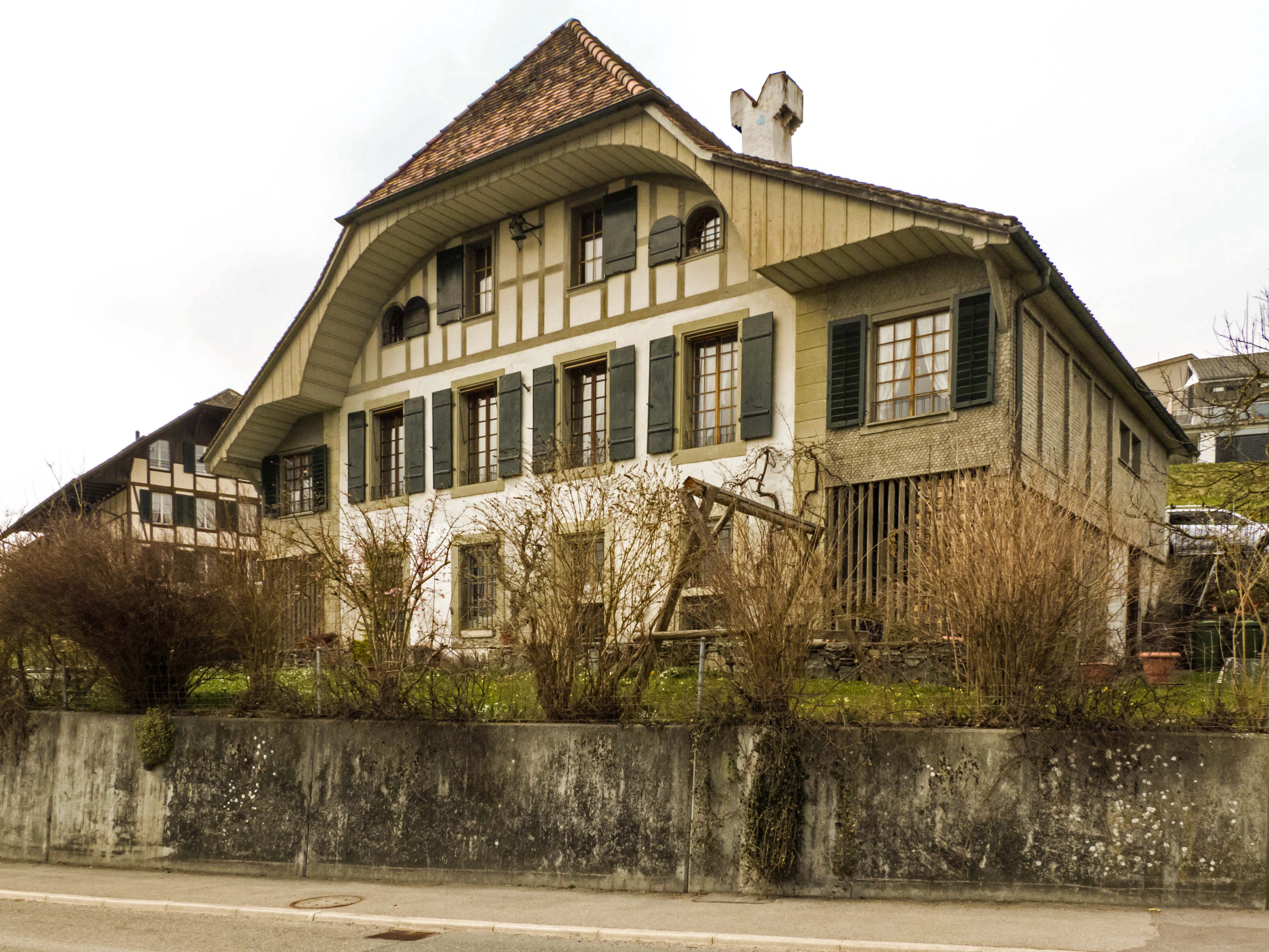
Halengut, oder Lentulusgut in Herrenschwanden

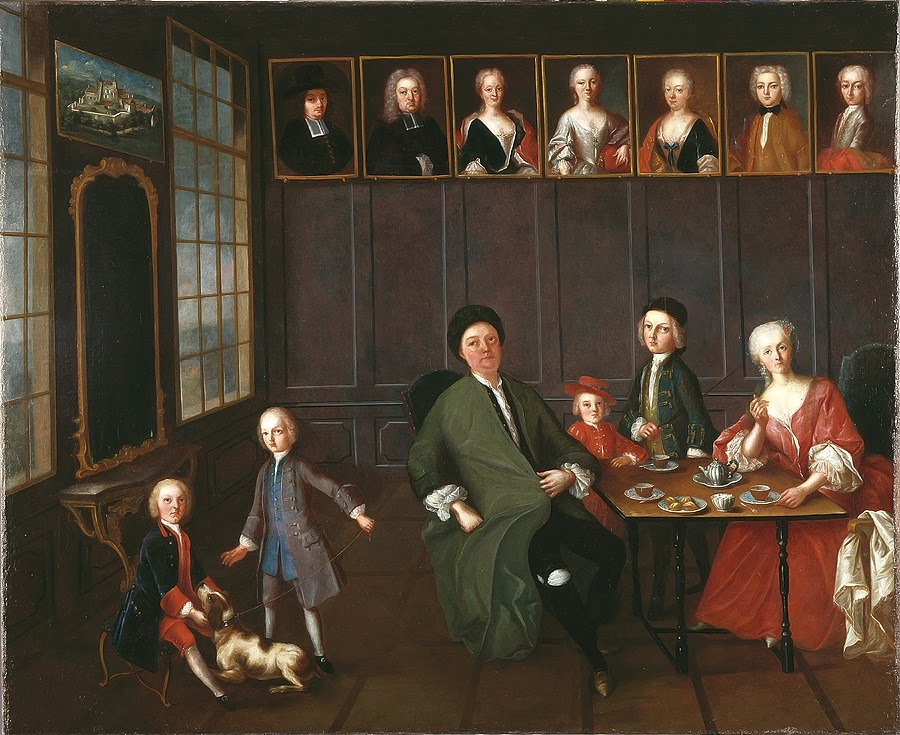
Viktor Karl von Büren mit Familie

Das Halengut, auch Lentulus-Gut genannt, ist ein kleines Landhaus in Herrenschwanden, Gemeinde Kirchlindach an der Hauptstrasse 236 Bern – Aarberg. Es ist mit dem dabei gelegenen Bauernhof mit der Bezeichnung an der Vorderen Halen auf historischen Karten vermerkt.

## Geschichte
Das Haus wurde um 1770 als Herrenstock zum Bauerngut von seinem Besitzer Viktor Karl von Büren, dem Freiherrn von Vaumarcus, Landvogt von Aarberg und Schultheiss von Unterseen, gebaut und Sonnhalde genannt. Seine Witwe verkaufte  1780 das Gut an den Hauptmann und Notar Franz Ludwig Küpfer. Dessen Sohn erbte 1814 und veräusserte es 1817 an Anna Esther von Rodt, die es bereits ein Jahr später an den Hauptmann Samuel Friedrich Zehender  verkaufte. 1831 erwarb Rupertus Scipio Lentulus (1775–1845), Hauptmann in französischen Diensten und dessen Sohn Karl Rudolf von Lentulus (1806–1884) die Liegenschaft. Der gleichnamige General Friedrichs II. von Preussen, der Besitzer der Berner Monrepos-Campagne stammt aus der älteren Linie. Die Witwe des Rupertus, die bürgerliche Maria Magdalena Eymann, verkaufte 1846, ein Jahr nach seinem Tod an den Amtsnotar Johann Hähni und in der Folge kam das nun Lentulusgut genannte Halengut nach vielen Besitzerwechseln 1918 an den Landwirt Gottfried Leuenberger. 1930 erwarb es sein Schwiegersohn Johann Eichenberger der es 1965 an seinen Neffen Alexander Ruchti–Leuenberger verkaufte. Seither blieb das Anwesen im Familienbesitz der Familie Ruchti. Der dazugehörige Bauernhof gehört der Familie Sahli.
Durch die nahe daran vorbeiführende Hauptstrasse nach Aarberg wird heute das Halengut von der südlich davon entstehenden Neubauzone abgetrennt. In den Jahren nach 1938 lebte und arbeitete da der Maler Max von Mühlenen. In der Novelle Gotte und Götteli beschreibt Rudolf von Tavel das Halegut als Alterssitz des Rittmeisters Lentulus.